# Voroniv, Rohatîn
Voroniv (în ucraineană Воронів) este localitatea de reședință a comunei Voroniv din raionul Rohatîn, regiunea Ivano-Frankivsk, Ucraina.

## Demografie
Componența lingvistică a localității Voroniv
     Ucraineană (100%)
Conform recensământului din 2001, toată populația localității Voroniv era vorbitoare de ucraineană (100%).